# Edgar Stern-Rubarth
Edgar Stern-Rubarth est un journaliste, écrivain et chef d'entreprise allemand de l'entre-deux guerres.

## Biographie
Edgar Stern-Rubarth est l'un des fils du marchand et industriel Moritz H. Stern (1859-1922) et de son épouse Martha (1864-1912). Il a étudié au Goethe-Gymnasium, puis à Francfort et à Berlin. En 1914, il devient médecin. À partir de 1905, il publie des articles de fond, entre autres, dans plusieurs journaux, comme Simplicissimus et Vossische Zeitung. 
Pendant la Première Guerre mondiale, il est envoyé au Moyen-Orient et sur le front occidental. Il fut, entre autres, adjudant du capitaine Fritz Klein (1877-1958) et décoré en 1918 de la Croix de Fer de 1re classe et de la médaille Liakat. En 1917, il épouse Josefa Rubarth et s'est appelé à partir de 1919 Stern-Rubarth.
Edgar Stern-Rubarth était un ami, depuis 1905, de Gustav Stresemann, figure incontournable de la République de Weimar, fondateur et dirigeant du Parti populaire allemand, puis chancelier en 1923 et ministre des Affaires étrangères de 1923 à sa mort en 1929. Edgar Stern-Rubarth lui a consacré plusieurs études biographiques, après avoir dans un premier temps publié de nombreux articles remarqués sur le commerce et la diplomatie dans la presse de la Société germano-française (DFG).
En 1919, il devient rédacteur en chef de la maison d'édition Berlin Ullstein mais aussi éditeur de la « Correspondance diplomatique et politique allemande » (Deutsche diplomatisch-politische Korrespondenz). Dès 1920, il défend le projet d'une Union douanière européenne et devient en 1924 secrétaire général de la Société germano-française (DFG), dont les conférences organisées à Berlin bénéficient parfois de l'appui de l'ambassadeur de France Pierre de Margerie ou de son successeur André François-Poncet. 
Le 12 avril 1924, Edgar Stern-Rubarth et l'économiste hongrois Elemér Hantos, ex-secrétaire d'État dans son pays, fondent le « comité international pour l'Union Douanière Européenne », qui comprit bientôt douze membres et essaima dans d'autres pays européens après que les initiateurs du projet se furent adressés à la Société des Nations (SDN) pour solliciter son aide à la création d'un grand marché libre des  Européens, garant de la paix économique. Il fait ainsi partie des dix personnalités internationales à lancer le 12 mars 1925 un appel en faveur d'une Union douanière européenne, au nombre desquelles figurent également l'économiste français Charles Gide, titulaire depuis 1921 de la chaire de coopération au Collège de France. En octobre 1925, ils rencontrent des responsables politiques de haut niveau lors d'une conférence à Locarno. 
Son initiative est précédée par l'Union paneuropéenne, créée en 1923 par l'homme politique, essayiste, historien et philosophe d'origine austro-hongroise Richard Coudenhove-Kalergi, et par l’initiative scandinave de l'ophtalmologue danois Christian Frederick Heerfordt, puis suivie par le Comité franco-allemand d’information et de documentation, créé en 1926 par l'industriel et homme d'affaires luxembourgeois Émile Mayrisch. 
C'est lui qui prend l'initiative d'un questionnaire adressé aux milieux économiques, pour les sonder sur la nécessité d'une telle Union douanière européenne. Il obtient des réponses positives du prestigieux économiste français Charles Rist, ou de Walter Layton, ex-économiste au ministère britannique de l'Armement durant la Première Guerre mondiale, membre du Conseil de la Royal Economic Society, et qui est rédacteur en chef du prestigieux journal anglais The Economist depuis 1922, poste qu'il conservera jusqu'en 1938. Edgar Stern-Rubarth  devient ainsi cofondateur et président de l'Union douanière européenne des années 1920, appelée aussi « Comité international d'Union douanière européenne ». Yves Le Trocquer fut ensuite élu président de Union douanière européenne, et Lucien Coquet désigné rapporteur général.
À partir de 1925, Edgar Stern-Rubarth est aussi rédacteur en chef de l'agence de presse Wolffs Telegraphisches Bureau, dont il a d'abord été le chef des services de politique étrangère, et qui est alors associée à l'Agence Havas française et à l'Agence Reuters anglaise. La même année, Gustav Stresemann fait racheter par l'État la Deutsche Allgemeine Zeitung, qui avait été interdit quelque temps en 1922, sous l'accusation d'avoir été favorable au putsch de Kapp et où Fritz Klein remplace Paul Lensch (en), qui l'a dirigée depuis 1922, mais vient d'être renvoyé du parti socialiste allemand. Dès 1927, la Deutsche Allgemeine Zeitung est revendue.
Edgar Stern-Rubarth écrivit en 1926 dans la Deutsche Presse, organe corporatif des journalistes allemands, que la plupart des administrations nourrissent à l'égard de la presse une défiance invétérée.  Puis en 1929, il devient membre du conseil d'administration de l'agence de presse Wolffs Telegraphisches Bureau. Dans une lettre du 9 septembre 1929, il se plaignit auprès de Lucien Coquet que le plaidoyer d'Aristide Briand en faveur de l'Union douanière européenne soit resté un peu vague et n’eût pas désigné nommément « l’Union douanière européenne » comme principale inspiratrice, bien qu'Aristide Briand « ait apparemment cela et rien que cela en vue ».
En 1933, il a été démis de ses fonctions de rédacteur en chef de  l'agence de presse Wolffs Telegraphisches Bureau par les nazis. En raison du fait que son grand-père était juif, il a été renvoyé du Reichsschrifttumskammer , ce qui équivaut à une interdiction professionnelle. Il a été le seul des dirigeants de la Société germano-française (DFG) à choisir, en 1936, l'exil à Londres pour des raisons personnelles, via Genève, la plupart des autres préférant Paris. 
Après 1945, il était correspondant du Stuttgarter Zeitung et du Rheinischer Merkur.
Stern-Rubarth meurt en 1972, alors qu'il est encore employé de l'ambassade d'Allemagne à Londres .

## Sources
- (de) Patrick Merziger, « Stern Rubarth, Edgar », dans Neue Deutsche Biographie (NDB), vol. 25, Berlin, Duncker & Humblot, pas encore publié, p. 285–286 (original numérisé).
- Mémoires d'Edgar Stern-Rubarth, citées dans "La "Paneurope": un débat d'idées dans l'entre-deux-guerres", par Anne-Marie Saint-Gille, Éditions Presses Paris Sorbonne, 2003, page 134